# Otto Praetorius
Otto Praetorius, auch: Prätorius (* 1636 in Cölln, heute Berlin; † 28. Februar 1668 in Wittenberg) war ein deutscher Historiker, Literaturwissenschaftler, Dichter und Hochschullehrer.

## Leben
Prätorius erlebte als Kind den Dreißigjährigen Krieg. Seine Heimatstadt war während dieser Zeit stark in Mitleidenschaft gezogen; Pest, Pocken und die Bakterienruhr reduzierten die Bevölkerungszahl von anfänglich 12.000 vor dem Krieg auf 5.000 Einwohner bei Kriegsende. Prätorius stellte fest, dass er keine besonderen Aussichten hatte, sich dort weiterzuentwickeln. Darum ging er am 26. Oktober 1658 an die Universität Wittenberg. Hier wurde ihm am 7. Juni 1661 die Professur der Poesie als Nachfolger seines Förderers und Schwiegervaters August Buchner übertragen, obschon er nicht promoviert hatte.
Einige Fakultätsmitglieder argumentierten gegen seine Berufung. Dennoch setzte er sich gegenüber den anderen Bewerbern durch, nicht zuletzt dank der persönlichen Intervention des Kurfürsten Johann Georg II. von Sachsen. Nun erst erwarb er am 15. Oktober 1661 den akademischen Grad eines Magisters. 1665 gab er die bis dahin nur handschriftlich zirkulierende, einflussreiche deutsche Poetik seines Schwiegervaters August Buchner in 2 Teilen „e museo“ heraus. 1668 edierte er eine erste Gesamtausgabe von Buchners lateinischen Universitätsreden.
1665 übernahm er auch die Abfassung einer Geschichte des Hauses Sachsen, wofür er zugleich den Titel eines kurfürstlichen Historiographen erhielt. Seine Lebensbeschreibung Johann Georgs I. von Sachsen konnte er jedoch durch seinen frühzeitigen Tod nicht zu Ende führen. Erst Konrad Samuel Schurzfleisch führte das begonnene Werk weiter und empfing dafür eine außerordentliche Professur der Geschichte an der Universität Wittenberg.

## Werke
- (Hrsg.) August Buchners Anleitung zur deutschen Poeterey. Wittenberg 1665 (Ndr. Tübingen 1966)
- (Hrsg.) August Buchners POET, aus dessen nachgelassener Bibliothek. Wittenberg 1665 (Ndr. Tübingen 1966)
- (Hrsg.) Augusti Buchneri Orationes panegyricae, habitae in Academia Wittenbergensi. 2 Tle. Cleve 1668 u.ö.
- Panegyricum Friderico Wilhelmo Electorii Brandenburgensi ob pacis otium, dictum.
- Secessus Roetaviensis. Henckel, Wittenberg 1665. (Digitalisat)